# George Phillips Bond
George Phillips Bond (Dorchester, 20 mei 1825 - Cambridge, 17 februari 1865) was een Amerikaans astronoom. Hij was de zoon van astronoom William Cranch Bond.
Zijn aanvankelijke interesses lagen op het gebied van de natuur en de vogels, maar nadat zijn oudere broer William Cranch Bond Jr. was gestorven, voelde Bond zich verplicht om het werk van zijn vader voort te zetten. Hij volgde hem dan ook op als directeur van het Harvard College Observatory, dat door zijn vader in 1839 was opgericht. Bond was directeur van het observatorium van 1859 tot zijn dood.
George Phillips Bond nam in 1850 de eerste foto van een ster (Wega) en in 1857 van een dubbelster (Mizar). Hij ontdekte tal van kometen en berekende hun banen. Bond bestudeerde ook de planeet Saturnus en de Orionnevel. Samen met zijn vader ontdekte hij in 1848 Hyperion, een van de manen van Saturnus, die onafhankelijk van hen ook werd ontdekt door William Lassell. In 1865 kreeg hij de Gouden medaille van de Royal Astronomical Society. De planetoïde 767 Bondia werd naar hem vernoemd, evenals de Bondalbedo.

## G. P. Bond en W. C. Bond
Een komvormige krater op de maan, nabij Lacus Somniorum, is vernoemd naar George Phillips Bond. Op maankaarten en maanatlassen is zijn naam vermeld als G. Bond (of G. P. Bond). Omstreeks het noordelijk gebied, nabij Mare Frigoris, bevindt zich de walvlakte W. Bond (of W. C. Bond), naar zijn vader William Cranch Bond.

## New General Catalogue
G. P. Bond ontdekte, en herontdekte, veertien deepsky objecten die elk een plaats kregen in de New General Catalogue. Acht van deze veertien objecten zijn sterrenstelsels: NGC 219, NGC 223, NGC 391, NGC 5366, NGC 5632 (was reeds eerder ontdekt door William Herschel, als NGC 5691), NGC 5651 (was reeds eerder ontdekt door William Herschel, als NGC 5713), NGC 5658 (was reeds eerder ontdekt door William Herschel, als NGC 5719), en NGC 7692. Vijf objecten zijn sterren en asterismen: NGC 2054, NGC 2399, NGC 2400, NGC 2515, NGC 6859, en NGC 7150.

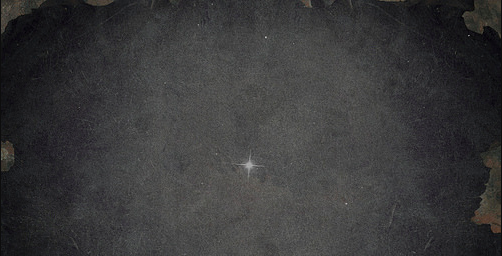
De eerste foto van Wega

Bond stierf aan tuberculose.
- Bibsys: 9064341
- Stuttgart Database of Scientific Illustrators 1450–1950: 5131
- Gemeinsame Normdatei: 116237821
- International Standard Name Identifier: 0000 0001 1659 8682
- Library of Congress Control Number: n79135017
- SNAC: w6hx1g90
- Système universitaire de documentation: 180109170
- Virtual International Authority File: 64753089
- WorldCat: E39PBJwRXxP3tjvjVhv9jCpByd